# Costa Bowman

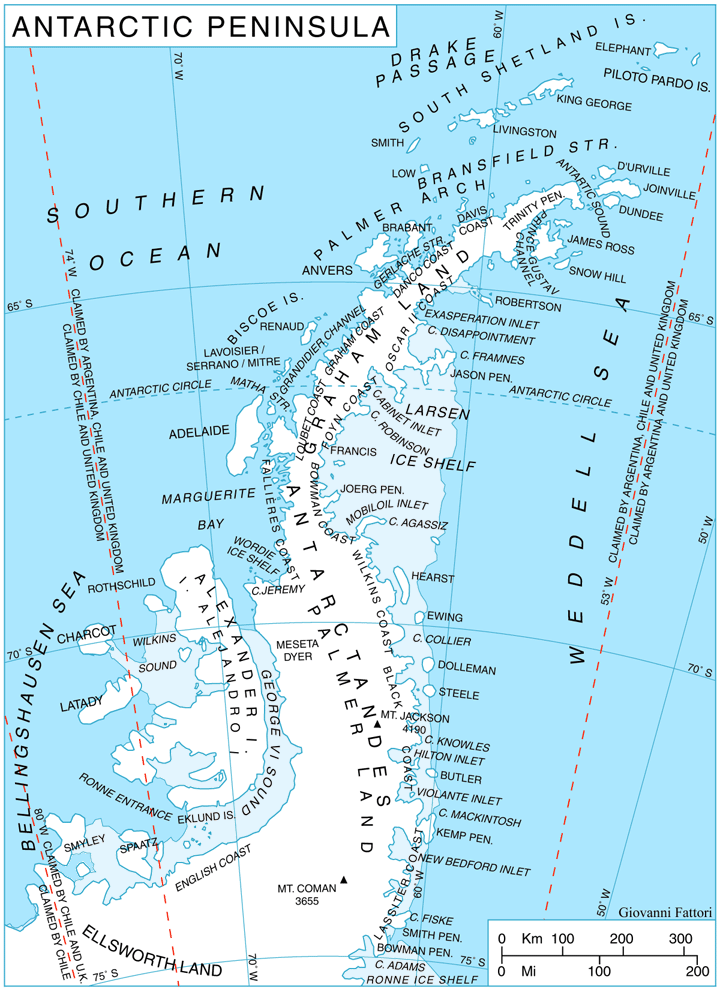
Mapa de la península Antártica que muestra la costa Bowman.

La costa Bowman (del inglés: 'Bowman Coast') es la porción de la costa este de la península Antártica (extremo sur de la Tierra de Graham) sobre el mar de Weddell, entre el cabo Northrop (67°24′S 65°16′O / -67.400, -65.267), que la separa de la costa Foyn, y el cabo Agassiz (68°29′S 62°58′O / -68.483, -62.967), que la separa de la costa Wilkins.
Los Antartandes separan a la costa Bowman de la costa Fallières, ubicada del lado occidental de la península Antártica. La barrera de hielo Larsen se extiende desde la costa Bowman sobre el mar de Weddell. Destacan en la costa la península Joerg y la ensenada Mobiloil.
Esta costa fue descubierta y fotografiada desde un avión el 20 de diciembre de 1928 por Hubert Wilkins, quien le dio nombre en honor Isaiah Bowman, director de la American Geographical Society.
El cabo Agassiz se encuentra en el extremo de la península Kenyon y fue descubierto en 1940 por la Expedición del Servicio Antártico de los Estados Unidos.

## Reclamaciones territoriales
La Argentina incluye a la costa Bowman en el Departamento Antártida Argentina dentro de la Provincia de Tierra del Fuego, Antártida e Islas del Atlántico Sur; para Chile forma parte de la Comuna Antártica de la Provincia Antártica Chilena dentro de la Región de Magallanes y de la Antártica Chilena; y para el Reino Unido integra el Territorio Antártico Británico. Las tres reclamaciones están restringidas por los términos del Tratado Antártico.
Nomenclatura de los países reclamantes:
- Argentina: costa Bowman
- Chile: Costa Bowman
- Reino Unido: Bowman Coast